# Chailly-en-Brie
Chailly-en-Brie település Franciaországban, Seine-et-Marne megyében. Lakosainak száma 1557 fő (2022. január 1.). Chailly-en-Brie Chauffry, Saint-Siméon, Amillis, Boissy-le-Châtel, Coulommiers, Marolles-en-Brie és Beautheil-Saints községekkel határos.

## Népesség
A település népességének változása:
| Lakosok száma | 1462 | 1388 | 1490 | 1394 | 1437 | 1479 | 1520 | 1539 | 1557 |
|               | 2013 | 2015 | 2016 | 2017 | 2018 | 2019 | 2020 | 2021 | 2022 |